# Trianon Theater
Het Trianon Theater is de oudste bioscoop van de Nederlandse stad Leiden.
Het theater aan de Breestraat 31 werd op 19 augustus 1927 geopend voor publiek. Het bestond toen uit één grote zaal met balkon waar in totaal 900 gasten ontvangen konden worden. Het interieur was ontworpen door Jaap Gidding, die eerder al voor het Amsterdamse Tuschinski Theater ontworpen had.
In tegenstelling tot de concurrenten onderging de bioscoop hierna nooit een grote verbouwing. Samen met de programmering van kwalitatief mindere films in de jaren tachtig droeg dat bij aan het mindere aanzien van de bioscoop in die periode.
Begin jaren negentig verkocht de weduwe van voormalige eigenaar Robert van Praag het Trianon Theater aan Jan Boer, die op dat moment al enige tijd huurder was en enkele decennia ervaring had met een filmhuis ("het Kijkhuis") in Leiden. Na deze verkoop (in 1994) werd het vervallen Trianon in stappen geheel gerenoveerd. De grote zaal met balkon werd hierbij anders ingericht. Uiteindelijk resulteerde dat in drie zalen: één grote en twee kleine zalen. Van het oorspronkelijke art-deco-interieur is weinig overgebleven, al is de nieuw gebruikte architectuur hier wel op gebaseerd.

## Trivia
- De bioscoop speelt een rol in het eerste hoofdstuk van de roman Kort Amerikaans van Jan Wolkers.
- Sinds 2006 is het Trianon de hoofdlocatie van het Leids Film Festival, dat sindsdien elk jaar wordt georganiseerd.
- De voormalige eigenaar exploiteerde sinds 2008 ook de voormalige concurrent Lido-Studio aan de Steenstraat. Omdat ook het Kijkhuis al onder dezelfde vleugels opereerde, kende Leiden toen maar één bioscoopexploitant.

## Afbeeldingen

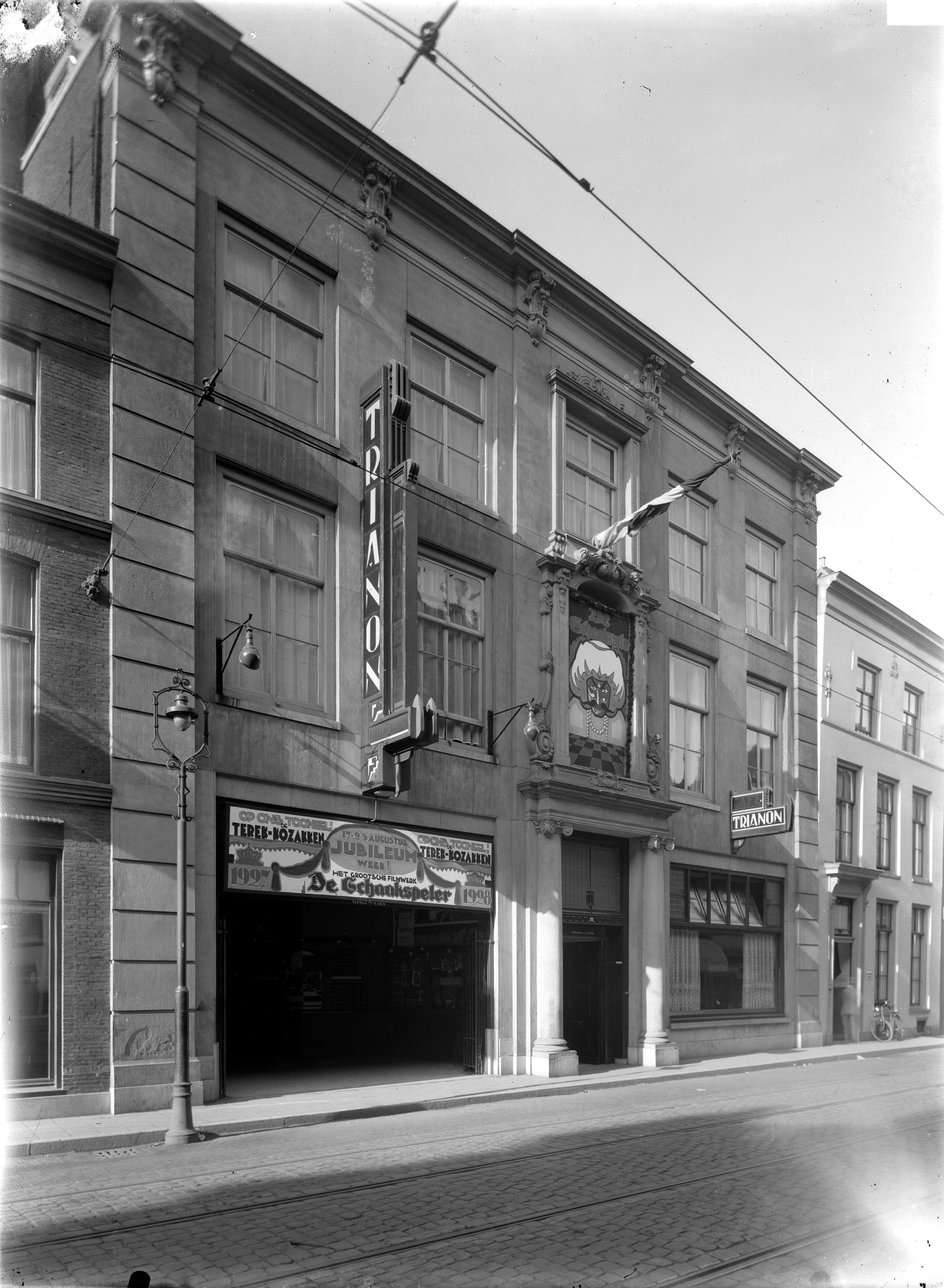
Trianon (ca. 1935?)
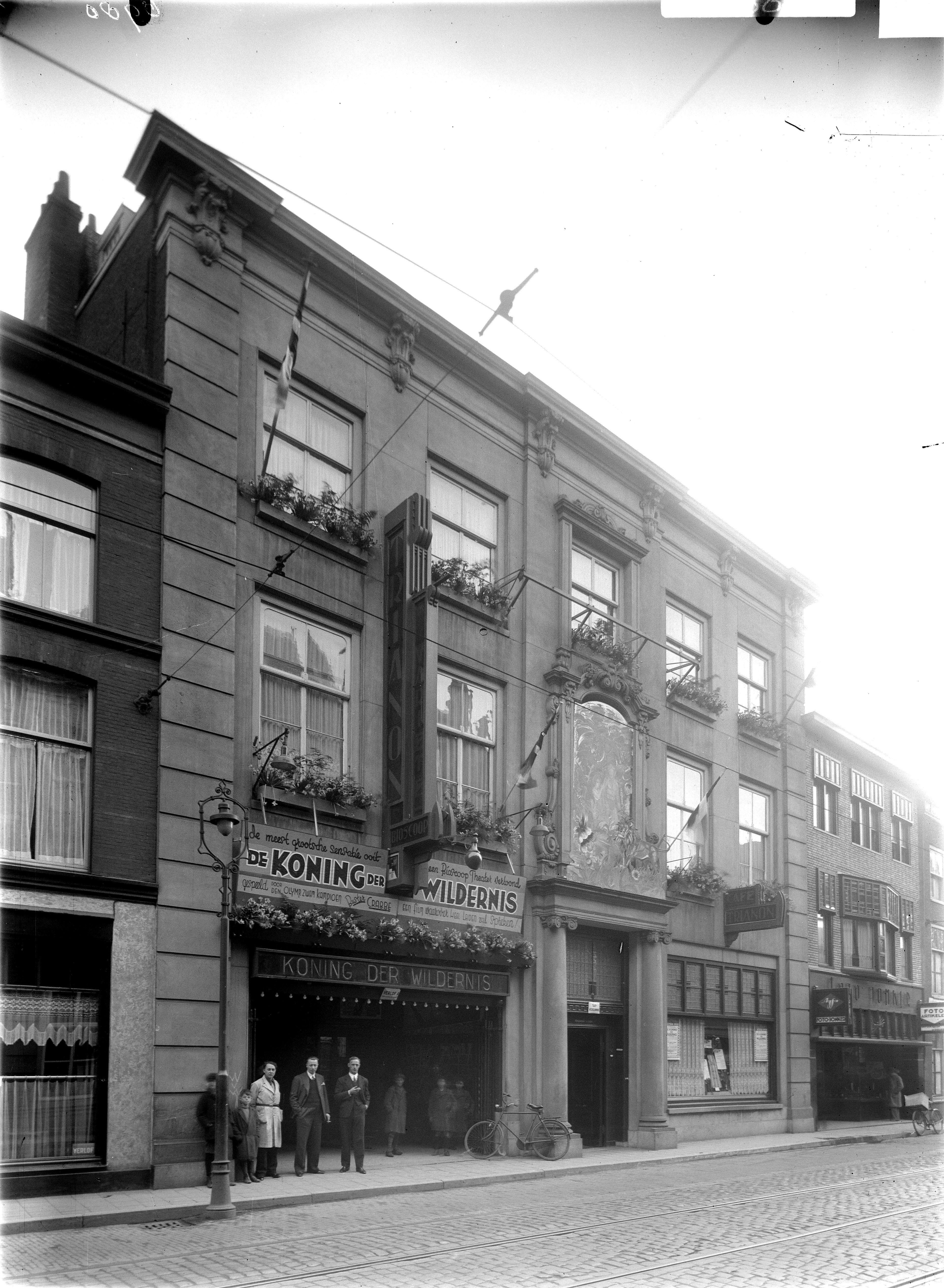
Trianon (ca. 1935?)
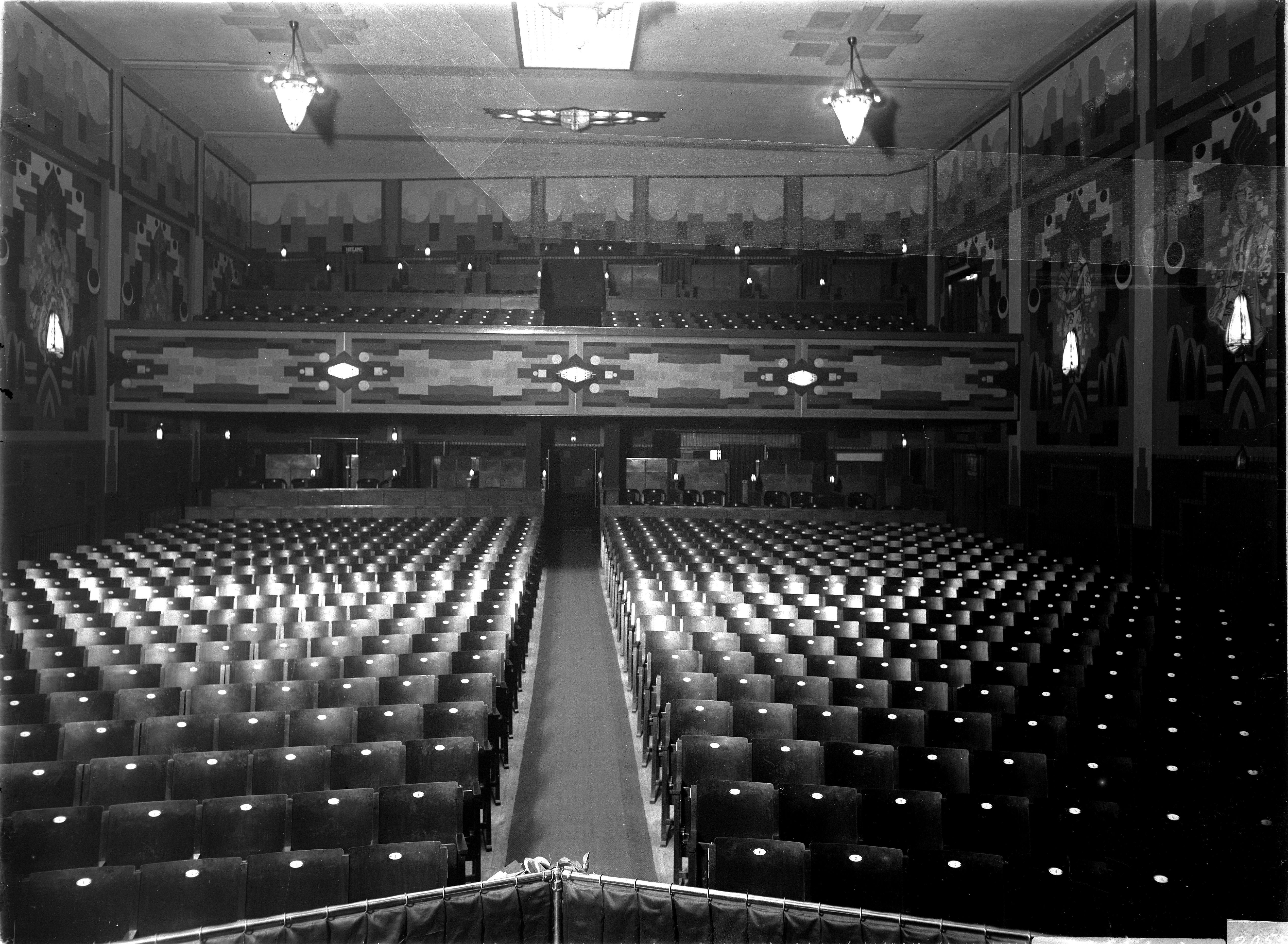
Trianon (ca. 1935?)
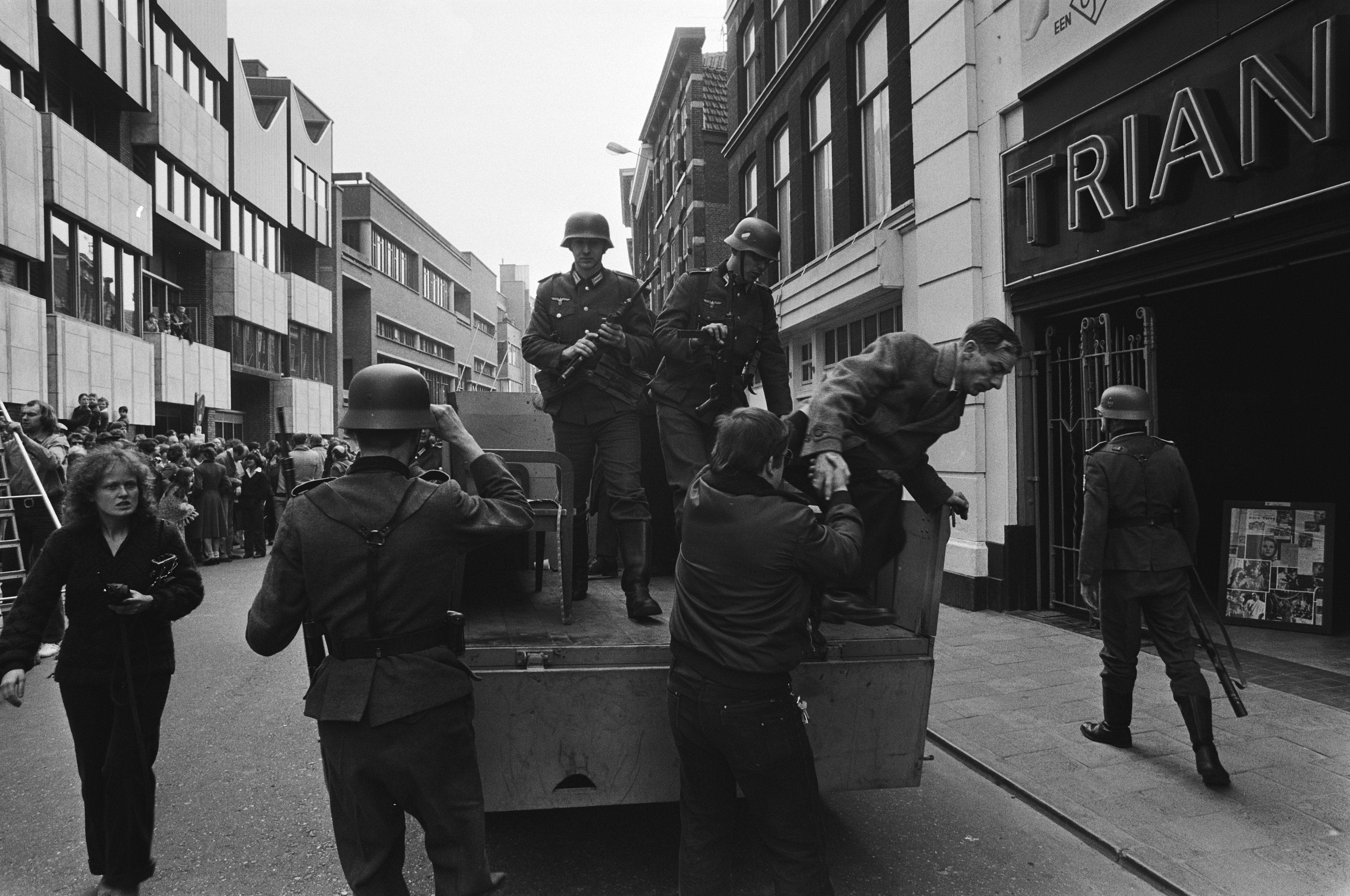
Trianon in 1979 bij de filmopnames voor Kort Amerikaans
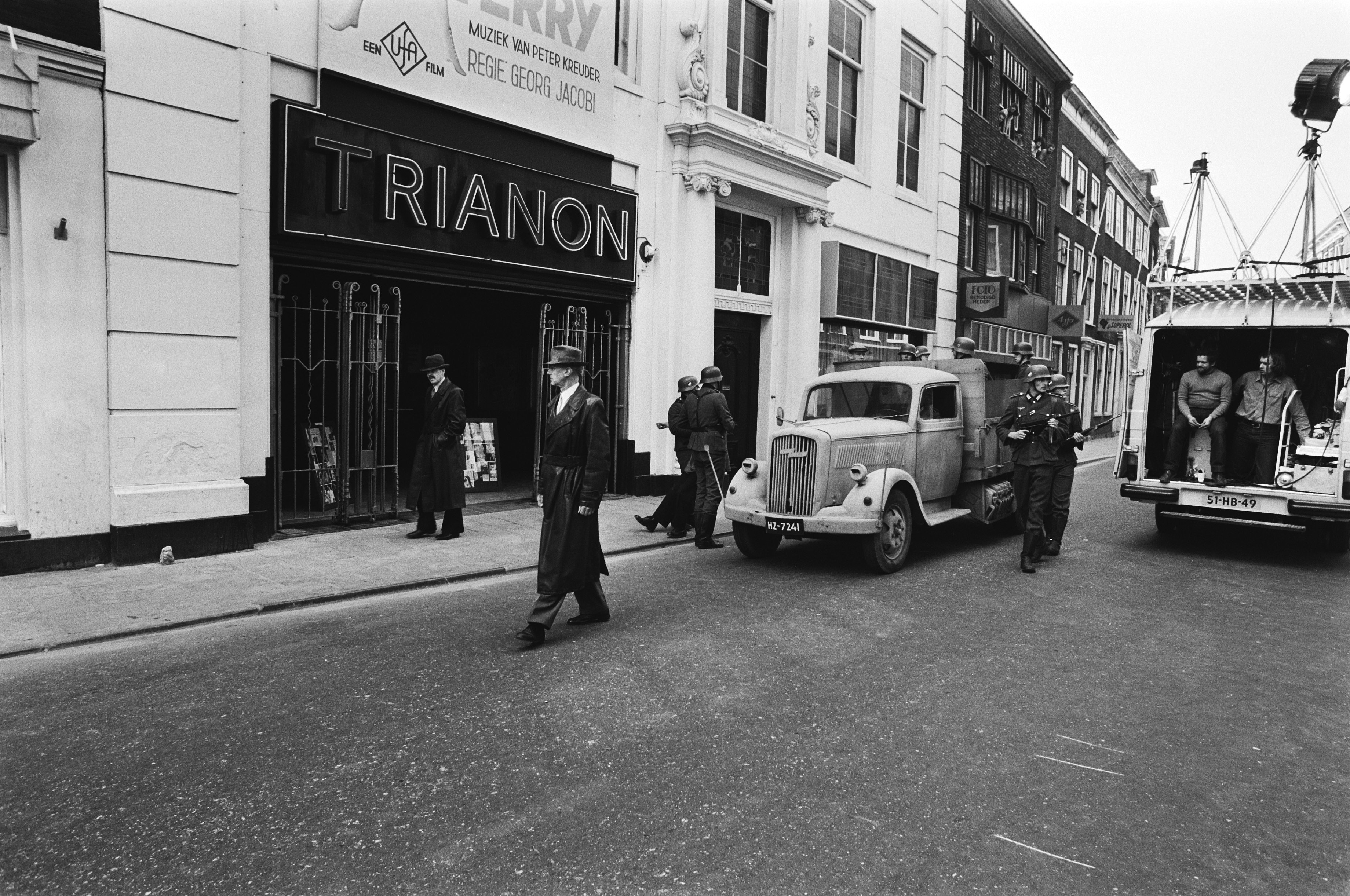
Trianon in 1979 bij de filmopnames voor Kort Amerikaans
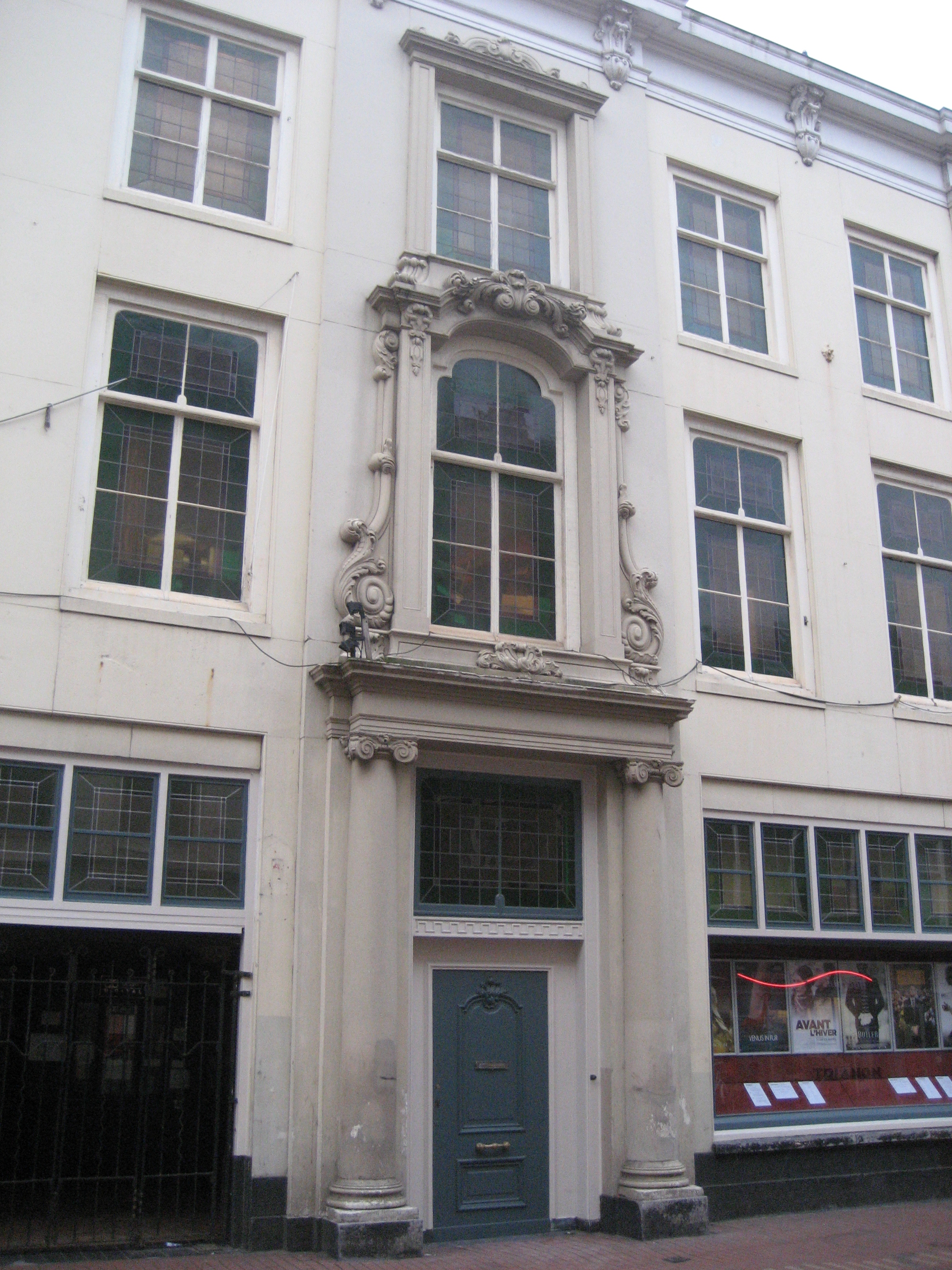
Trianon (2014)
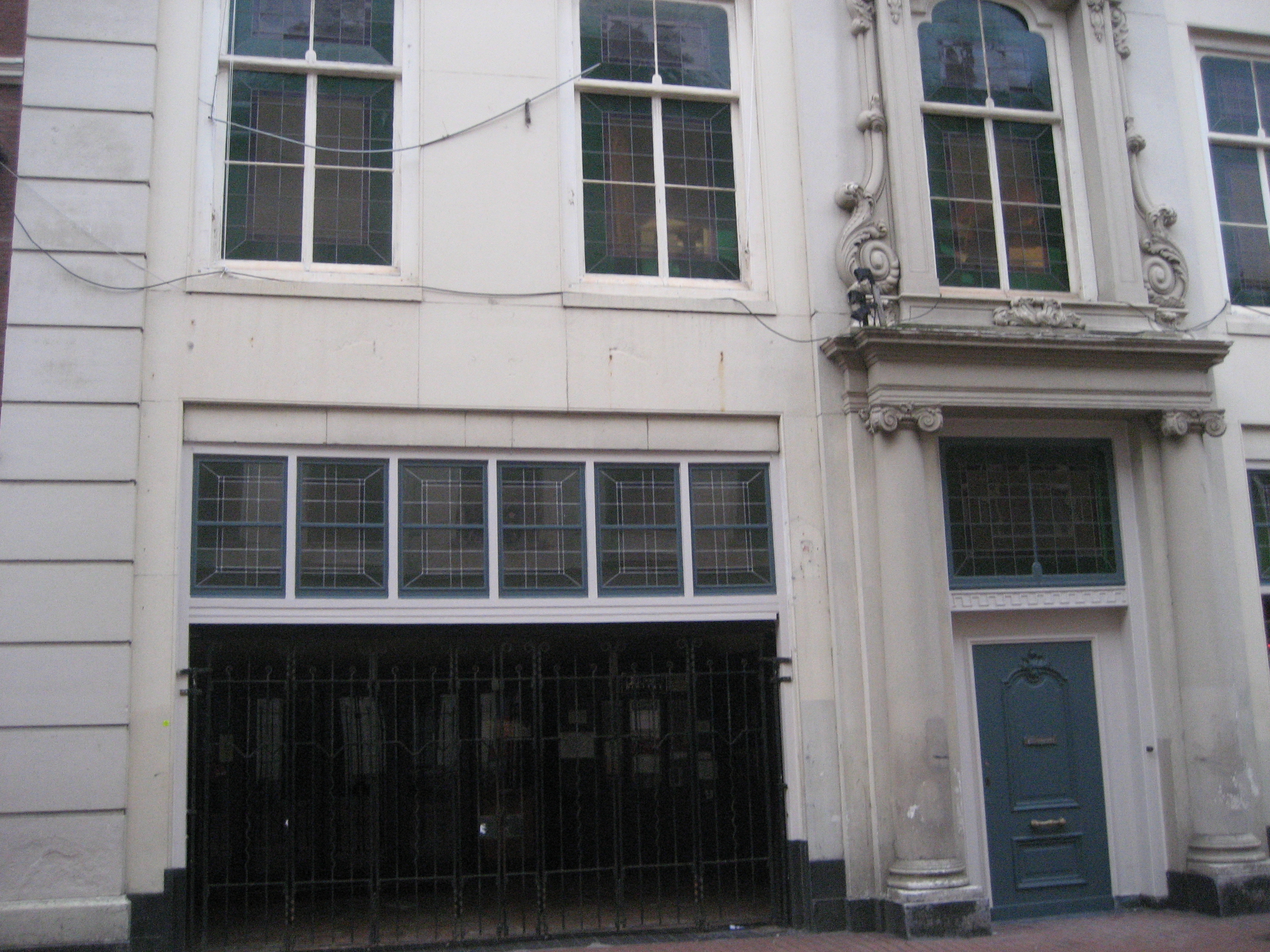
Trianon (2014)